# Bukarester FK
Bukarester FK a fost al treilea club de fotbal bucureștean în ordinea înființării (1912), după Olimpia și Colentina. A activat în campionatul intern timp de patru ani, desființându-se după Primul Război Mondial.

## Istoric
Majoritatea jucătorilor erau germani care lucrau în București. Terenul pe care își desfășura meciurile era situat în Bolta Rece, în apropierea Arcului de Triumf. Primul președinte a fost Cyril Hense senior, în vârstă de peste 60 de ani, care figura și în formație, ca portar. În echipă mai activau Hillard, Rosman, T.A.Bolton, Petit, Wilde, Redfern și Hense junior, iar dintre români, Ilie Tudor, Alvirescu și D.Niculescu.
La 18 martie 1912 susține primul meci, cu Olimpia București, pierdut cu 4–2.
În a doua parte a anului 1913 participă la Cupa Alexandru Bellio 1913 pe care o câștigă.
Din 1914, în numele său figurează și inițialele sponsorului: IHC (International Harwester Company).
În preajma Primului Război Mondial, jucătorii străini din formație încep să părăsească țara, iar echipa se destramă treptat. Mai activează totuși până în 1916, când dispare, dar nu mai reapare după încheierea războiului.